# Zetomotrichus linearis
Zetomotrichus linearis är en kvalsterart som beskrevs av Tseng 1982. Zetomotrichus linearis ingår i släktet Zetomotrichus och familjen Zetomotrichidae. Inga underarter finns listade i Catalogue of Life.